# Honkasaari (ö i Pihtipudas, Muurasjärvi)
Honkasaari är en ö i Muurasjärvi i Finland. Den ligger i sjön Muurasjärvi och i kommunen Pihtipudas i den ekonomiska regionen  Saarijärvi-Viitasaari och landskapet Mellersta Finland, i den centrala delen av landet, 400 km norr om huvudstaden Helsingfors. Öns area är 0,7 hektar och dess största längd är 120 meter i sydväst-nordöstlig riktning.